# Transmisión Hotchkiss

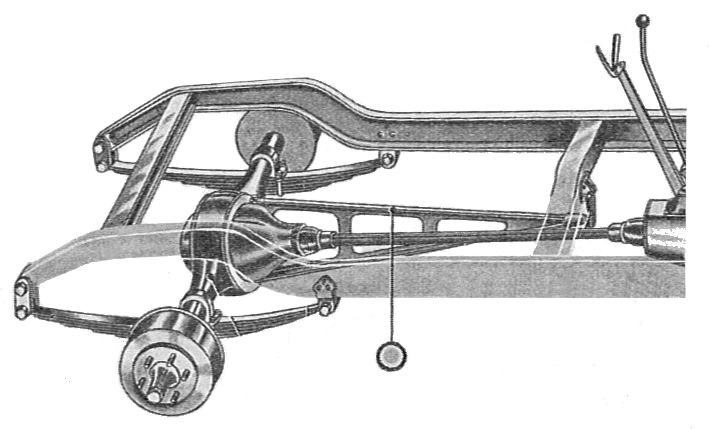
Parte trasera de un chasis, posiblemente de un Napier, con un primitivo sistema adicional de control del par de reacción mediante una vigueta de reacción paralela al árbol de transmisión.

El sistema de transmisión Hotchkiss es un sistema de transmisión mecánica. En automoción se utiliza para trasmitir potencia a un eje rígido trasero desde un motor situado en la parte delantera del vehículo, siendo el sistema de transmisión predominante en vehículos de tracción trasera a lo largo del siglo XX. Su nombre procede del fabricante francés de automóviles Hotchkiss, aunque anteriormente ya se utilizaron sistemas de transmisión similares por parte de otros fabricantes como Peerless.
Coincide con el sistema de transmisión por tubo de empuje en emplear un eje de transmisión (también llamado árbol de transmisión o "cardán" en los países de habla hispana) para trasladar el movimiento giratorio del cigüeñal de un motor situado longitudinalmente hasta un diferencial integrado en el puente trasero. De este modo el árbol de transmisión necesariamente debe seguir el recorrido de la suspensión, formando parte junto con el diferencial del peso no suspendido del vehículo en contraposición a los ejes motrices con suspensión independiente o eje De Dion, en los que la transmisión va fijada al chasis, formando parte del peso suspendido.

## Diseño

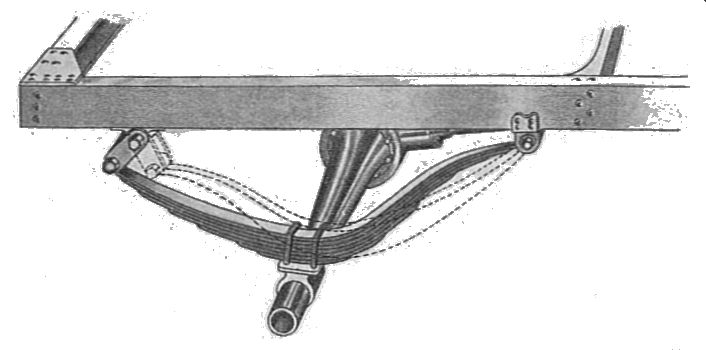
Característico efecto del par de reacción en una ballesta semielíptica utilizada en una transmisión Hotchkiss.

Eje de transmisión característico con junta deslizante y dos juntas cardán

La característica diferencial del sistema Hotckiss es que utiliza un eje de transmisión característico, capaz de transmitir únicamente ese movimiento giratorio, aislando el conjunto motor-caja de cambios del par de empuje y reacción del puente trasero. Para ello el eje contaba con dos novedades, por un lado una junta deslizante que permite variar constantemente la extensión del eje a medida que sigue el recorrido de la suspensión, impidiendo que el par de empuje procedente de las ruedas se transmita al árbol de la transmisión y de ahí de vuelta hacia el motor. Por otra parte empleaba dos juntas, una a cada extremo del eje, lo que permitía utilizar fácilmente juntas cardánicas (también llamadas crucetas). Estas juntas, muy robustas y económicas tienen el inconveniente de no ser homocinéticas, por lo que de utilizarse en solitario producirían vibraciones debidas a la variación de la velocidad del eje de salida cada cuarto de vuelta. Por esta razón se utilizan siempre en pares, de modo que estas variaciones se compensen entre sí, bien como juntas de doble cardán o, como en el caso del sistema Hotchkiss, empleando dos juntas cardánicas simples, una a cada extremo.
En su disposición más simple, el árbol de transmisión del sistema se compone de dos juntas cardánicas acopladas a dos semiejes estriados uno macho y otro hembra introducidos uno dentro de otro de modo que tanto la longitud, como los ángulos que el eje adopte durante la marcha respecto a caja de cambios y puente posterior pueden variar constantemente.
En disposiciones más elaboradas se añade una tercera junta en medio del eje, de modo que este queda dividido en dos secciones no necesariamente alineadas, permitiendo bajar el conjunto para disminuir el volumen del túnel de transmisión. Otra variación común es la sustitución de los ejes estriados por una junta de goma antivibraciones extensible denominada flector a la salida de la caja de cambios, en estos casos las dos juntas se desplazan a la segunda sección del árbol o se emplea una junta doble cardán antes del diferencial cuando solo hay una.
Consecuencia de su diseño, el par final de empuje o frenado desde las ruedas al chasis no se transmite de vuelta a los anclajes del motor como en los sistemas por tubo de empuje, sino que son elementos de la suspensión (las ballestas o los llamados brazos de empuje cuando se emplean muelles) los encargados de hacerlo, lo que tiene ventajas e inconvenientes.
Sus principales ventajas están en su simplicidad constructiva, contención de pesos no suspendidos y robustez cuando se emplean ballestas como resorte. Las propias ballestas sujetan el puente y transmiten el empuje, controlan mediante su retorcimiento el par de reacción (tendencia del tren a girar sobre sí mismo al acelerar o frenar y como una hélice sobre la transmisión) e incluso proporcionan cierto control antibalanceo. Por estas razones gozó de una extraordinaria popularidad y aún hoy sigue siendo el sistema más utilizado en vehículos comerciales de propulsión trasera con ballestas.

## Variantes del sistema
Cuando las ballestas  empezaron ser sustituidas por muelles el sistema presentaba la gran desventaja frente a la transmisión por tubo de empuje de necesitar brazos adicionales para realizar todas esas funciones, dando lugar a las suspensiones traseras de tres, cuatro o cinco brazos  también conocidas como "semihotchkiss".

Montaje de la suspensión por muelles y transmisión Hotchkiss con semiballestas de empuje y reacción en un Fiat 1400

En su variante más simple el sistema utilizaba solo dos brazos flexibles llamados semiballestas de empuje y reacción. Los brazos formados por láminas metálicas o ballestas cuartoelípticas estaban anclados sólidamente al puente en voladizo , de modo que transmitían el empuje a través de sus anclajes, controlaban el par de reacción mediante su retorcimiento y actuaban como barras estabilizadoras en conjunto con el propio puente, completando el sistema un tercer brazo de guiado lateral, generalmente una barra panhard.
El siguiente paso fue emplear dos largos brazos rígidos y articulados debajo del eje –brazos de empuje– y añadir otros dos brazos superiores más cortos –tirantes de reacción– de modo que formasen un paralelogramo deformable  capaz de mantener el diferencial alineado con la transmisión en aceleración y frenada. Estos brazos superiores a menudo se colocaban oblicuamente, dando lugar a los llamados brazos de reacción y posicionamiento, que tenían la función adicional de sujetar el tren lateralmente evitando el uso del quinto brazo de guiado lateral –barra panhard, Mecanismo de Watt, etc.,–.
A partir de los años 80 su complicación constructiva y aumento de pesos no suspendidos restaron interés al sistema frente a las suspensiones traseras independientes y sobre todo a la tracción delantera, más económica y racional por lo que su uso se ha ido limitando a aplicaciones en las que prime la robustez y el recorrido de suspensión.

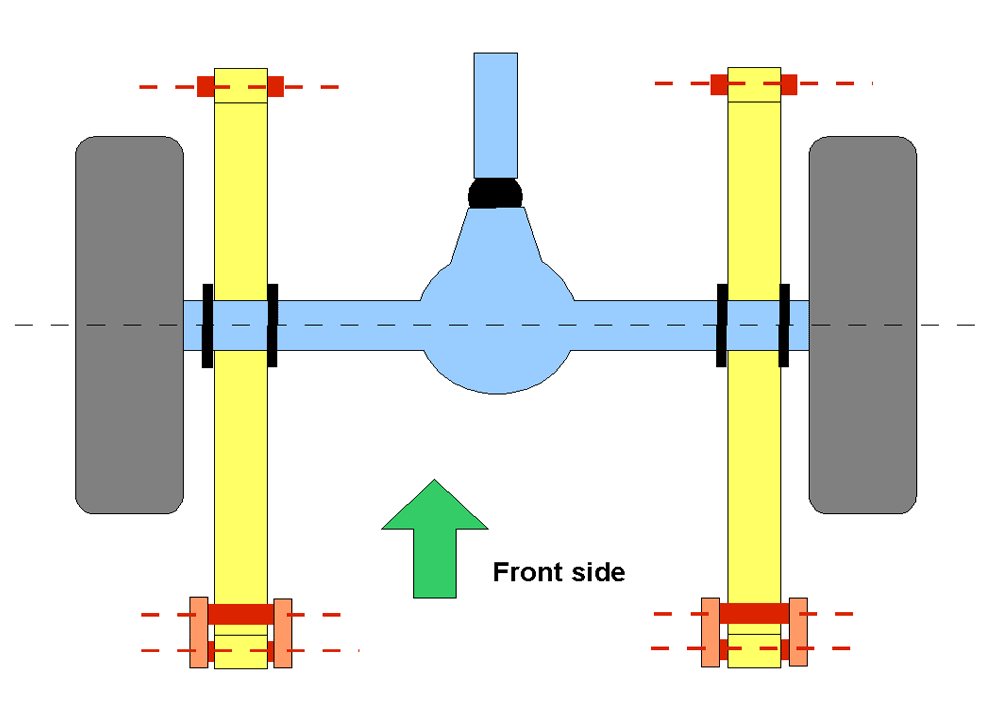
Transmisión hotchkiss y suspensión por ballestas
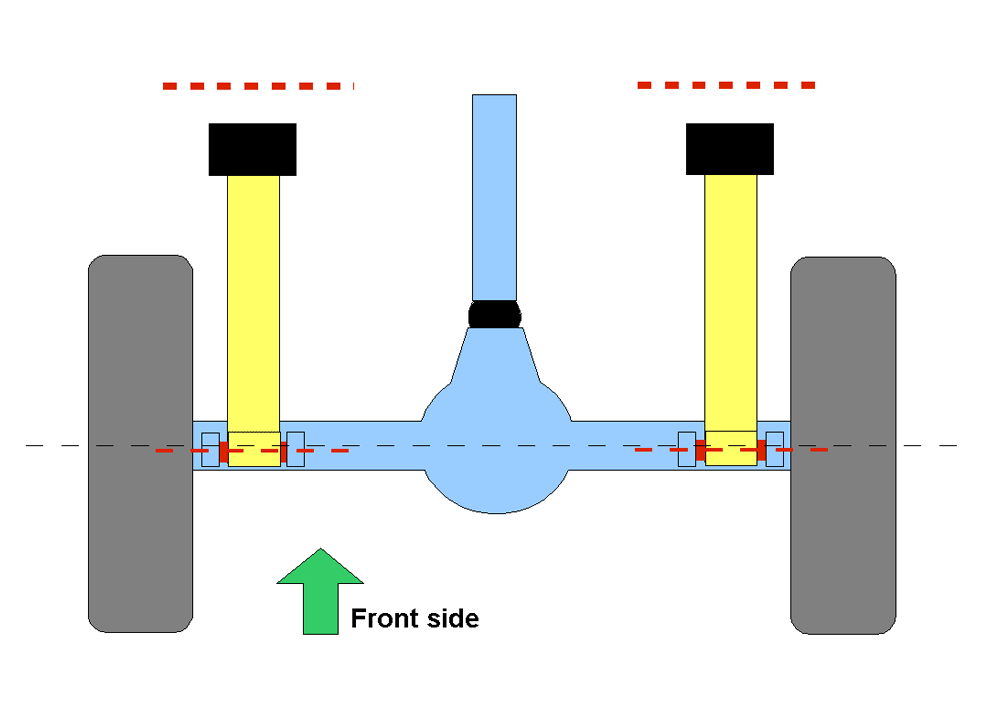
Transmisión hotchkiss con semiballestas de empuje y reacción
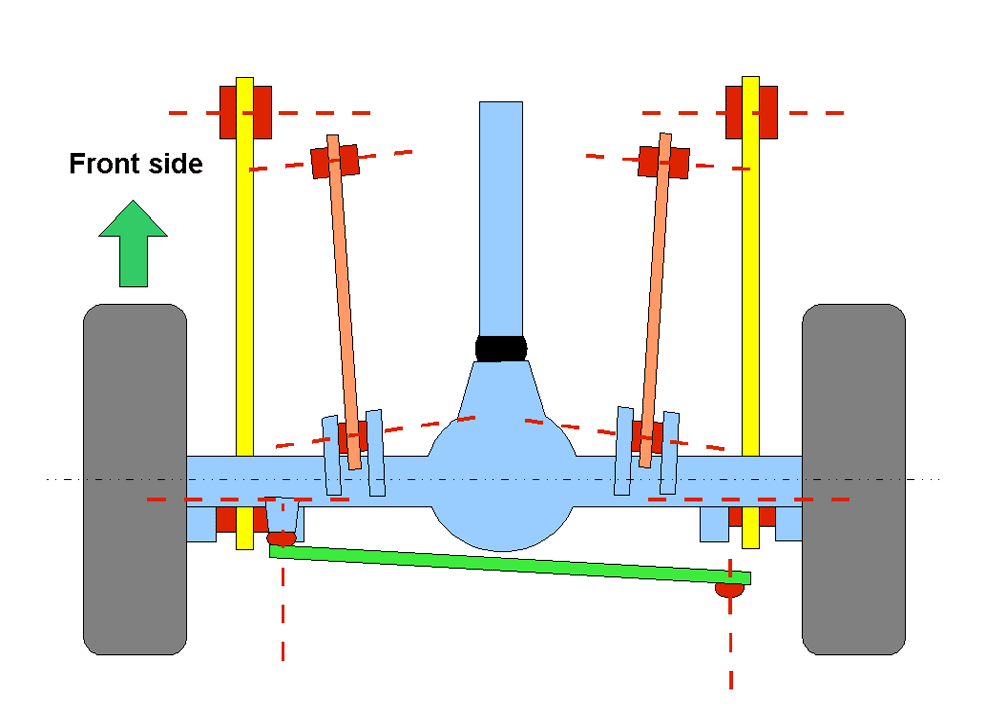
Transmisión hotchkiss con brazos de empuje, tirantes de reacción oblicuos y barra panhard

## Aplicaciones

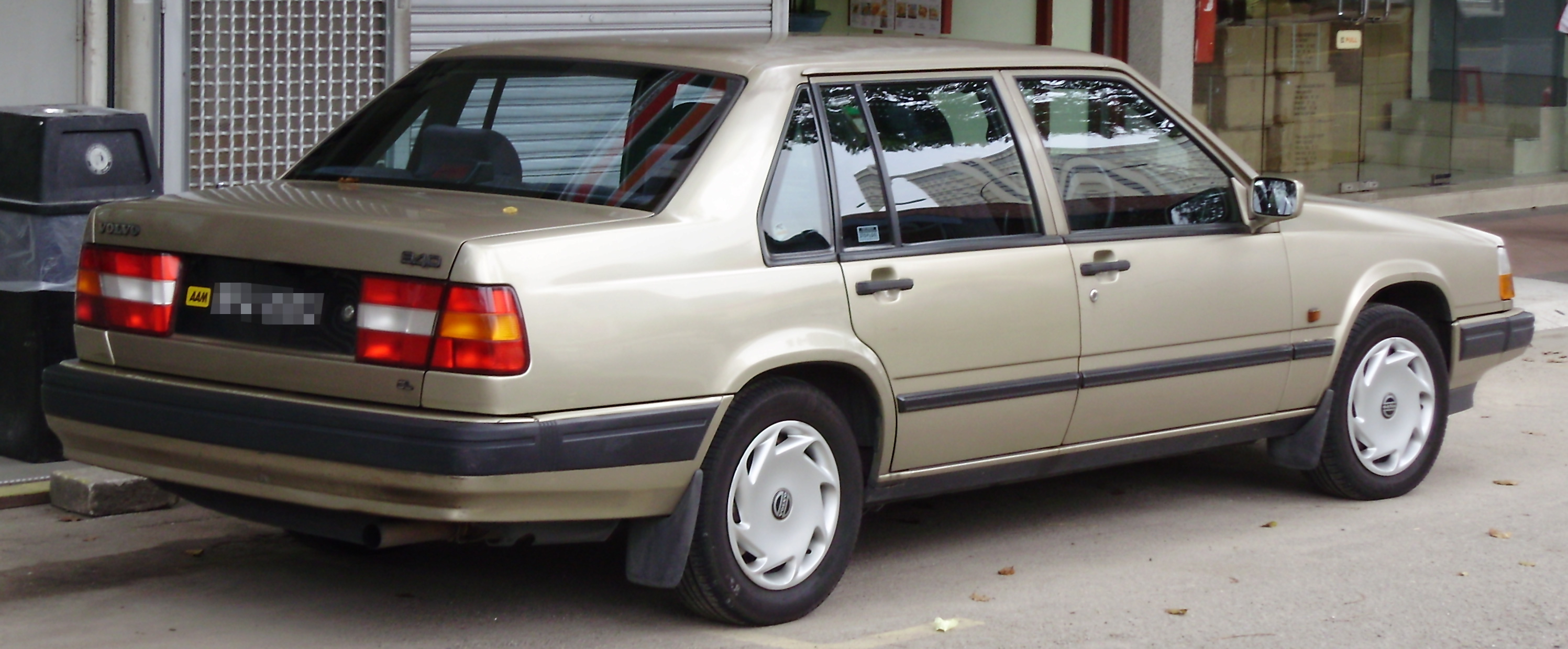
Volvo 940 (vista trasera)

Históricamente se utilizó en prácticamente todos los modelos americanos desde la década de 1950 hasta la irrupción casi simultánea de las suspensiones traseras independientes y de la tracción delantera en los años 80. En Estados Unidos actualmente no se utiliza en berlinas, pero sí que mantiene su popularidad en el sector de las camionetas Ford F-150/Dodge Ram/Chevrolet Silverado y en algunos vehículos todo terreno de la marca Jeep. En Europa las berlinas de tracción trasera fueron adoptando suspensiones traseras independientes con lo que el sistema cayó en desuso, siendo quizá su último representante en los años 90 el Volvo 940. Ejemplos anteriores fueron los Talbot Sunbeam, Volvo 740 o Fiat Argenta. En la actualidad se utiliza solo en algunos vehículos todo terreno de las marcas Range Rover y Mercedes-Benz y en vehículos industriales

No hay ninguna conexión entre la transmisión Hotchkiss y la moderna empresa de modificación de suspensiones Hotchkiss.